# Видукинд Корвейский
Ви́дукинд Корвейский (нем. Widukind von Corvei, лат. Widukindus Corbeiensis; около 925 — после 973) — немецкий хронист и агиограф, монах-бенедиктинец из Корвейского монастыря в Вестфалии, автор латинских «Деяний саксов».

## Биография
Существует гипотеза, что он был потомком упоминаемого «Анналами королевства франков» одноимённого саксонского вождя Видукинда (755—807), боровшегося в конце VIII века с христианизацией и Карлом Великим, однако достаточных доказательств на сегодняшний день она не получила. Также предполагается, что он находился в родстве с герцогом Германом Биллунгом и его братом графом Вихманом I, или даже с самим императорским домом. Вместе с тем, он вполне мог иметь более скромные корни и происходить из министериалов или ближайшего окружения одного из названных представителей высшей знати Саксонии. 
Выходец из среды светских феодалов, он получил, несомненно, неплохое образование, изначально намереваясь преподавать в монастырской школе, и был знаком с классиками, в частности, Саллюстием, Вергилием, Горацием, Плутархом, Светонием и Григорием Турским, а также, несомненно, с Иосифом Флавием, Марком Аннеем Луканом и Павлом Диаконом, и, возможно, с Титом Ливием, Эйнхардом, Бедой Достопочтенным и Иорданом, хотя латынью, похоже, в достаточной мере так и не овладел.
В юном возрасте, около 941/942 года,  он поступил в бенедиктинский монастырь в Корвее близ Хёкстера (совр. Северный Рейн-Вестфалия), управлявшийся образованным аббатом Фолькмаром (917—942) и подчинявшийся диоцезу Падерборна. Ранее считалось, что он постригся там в возрасте 15 лет и, таким образом, годом рождения его может считаться 925-й. Однако позже было установлено, что он внесён был в списки монахов «мальчиком от 6 до 8 лет», следовательно, годом его рождения следует считать 933-й или 935-й.
Помимо традиционного церковного воспитания, на формирование взглядов Видукинда, несомненно, повлияла деятельность пришедшего к власти в 936 году короля Германии Оттона I, сумевшего не только объединить страну, но и разгромить её внешних врагов, в первую очередь венгров и балтийских славян, что позволило ему объявить себя в 962 году императором Священной Римской империи.
В середине X столетия Корвейское аббатство не только являлось признанным саксонским центром образованности, но и принимало у себя многих представителей светской и духовной власти, общаясь с которыми, Видукинд мог получить немало ценной информации о военных и политических событиях. В частности, является предметом споров, поддерживал ли он отношения с архиепископом Майнца Вильгельмом (954—968), являвшимся незаконнорожденным сыном Оттона от пленной славянки из племени гаволян.
Дата смерти хрониста точно не установлена, но принято считать, что дни свои он окончил вскоре после 973 года в родной обители, где и был похоронен.

## Сочинения

### «Деяния саксов»
Автор латинской хроники «Деяния саксов» (лат. Res gestae saxonicae), полностью «Деяния саксов, или анналы в трёх книгах» (лат. Res gestae saxonicae sive annalium libri tres), написанной в Корвейском аббатстве между 967 и 973 годами по просьбе 12-летней дочери Оттона I Матильды (955—999), первой аббатисы Кведлинбургской. 
Имея целью прославить подвиги своих германских предков и их правителей, Видукинд изложил в своём труде, на основе античных и средневековых источников, старинных германских саг, исторических песен, народных преданий, а также собственных впечатлений, древнюю и раннесредневековую историю саксов, приводя немало сведений о германо-славянских отношениях. В качестве образца при этом он использовал сочинения римских авторов, в частности, Саллюстия, а также ветхозаветные Маккавейские книги. Описывая деяния королей Саксонской династии, Генриха I Птицелова и Оттона I Великого, главной заслугой которых он считает восстановление идеального миропорядка в форме Pax Romana, Видукинд также взял за образец «Жизнь цезарей» Светония, а рассказывая о мятежах феодалов и приводя прямые речи персонажей, заимствовал целые пассажи из Саллюстиева «Заговора Катилины». 
Обращает на себя внимание уважительное отношение Видукинда к славянам-язычникам, объясняемое его вероятным знакомством с вышеназванным архиепископом Вильгельмом. «Они, — бесстрастно сообщает хронист об осаде Генрихом гаволянского Бранибора (929), — предпочли миру войну, ставя выше всего дорогую им свободу… Ибо эти люди суровы и привычны к труду, они довольствуются самой скудной пищей, а то, что для нас тягостный труд, они выполняют с каким-то наслаждением. Так проходило много дней, причем одни [саксы] сражались ради славы и расширения границ своего государства, а другие [славяне] бились для того, чтобы отвести от себя угрозу полного порабощения».
В отличие от более ранних летописцев, Видукинд не пытается связать историю своего народа с Римской империей, и сразу открывает изложение с происхождения германских племён. Начиная первую книгу своего труда с войн между королём Австразии Теодерихом I и тюрингами, в которых активно участвовали и саксы, он постепенно переходит к предпосылкам и обстоятельствам принятия последними христианства, а затем, изложив историю рода Людольфингов, описывает борьбу Генриха Птицелова с саксонскими герцогами. При этом он опускает деяния Генриха в Италии и нигде не упоминает римских пап. Подобные умолчания, возможно, объясняются идеологическими предпочтениями хрониста, являвшегося сторонников тех кругов католического духовенства, которые поддерживали активную восточную политику императора в ущерб южноевропейской. 
Вторая книга начинается с избрания Оттона германским королем, рассказывая затем о восстаниях против него феодалов, в первую очередь вышеназванного Вихмана I (ум. 944), снова опуская при этом итальянские события, и завершается смертью 26 января 946 года первой жены Оттона Эдит Английской. В третьей книге историк описывает поход Оттона в королевство франков, его конфликт с сыном, герцогом Швабии Людольфом, и зятем, герцогом Лотарингии Конрадом, после чего, упомянув вскользь его итальянские экспедиции 951 и 962 годов, рассказывает о походах его против славян и венгров, особенно историческом сражении с последними на реке Лех (955). Изложение основных событий в «Деяниях саксов» доведено до 967 года, гибели графа Вихмана II, за исключением вставки, сообщающей о смерти императора Оттона 7 мая 973 года.
Интересно, что Видукинд практически не освящает церковную политику Оттона I, в частности, создание им Магдебургского архиепископства. Ценность его труда в том, что многие события он старается описать правдиво и достоверно, но сообщения его обладают авторитетом лишь в отношении тех из них, в которых он или участвовал лично, или наблюдал, или же получил сведения о них из первых рук. Практически всё, что не касается его родной Саксонии, остаётся вне пределов его интересов.
Сохраняя традиционный для средневековых летописцев хронологический принцип изложения материала, местами Видукинд заменяет его прагматическим, подчиняя причинно-следственным связям, не забывая ссылаться при этом на свои источники. Безоговорочным авторитетом для него обладают лишь античные и раннесредневековые труды предшественников, на второе место после которых он ставит личные воспоминания, к народным же преданиям и легендам относится, как правило, критически. Разъясняя происхождение названий, он прибегает к традиционной для современной ему латинской литературы этимологии. Безоговорочно не доверяя устным рассказам современников, он скептически воспринимает сообщения о чудесах, совершённых чешским князем Вацлавом (924—936), но, в то же время, «не смеет усомниться» в рассказе одного святого отшельника, якобы своими глазами видевшего, как в 968 году ангелы уносили на небо епископа Бернхарда Гальберштадтского и вдовствующую королеву Матильду Вестфальскую. 
Признавая отдельные постулаты учения Блаженного Августина, в частности, относительно божественной природы светской власти, Видукинд отвергает его историософскую концепцию. Бог в его «Деяниях саксов» практически не вмешивается в дела людей, заслуги которых объясняются личными их достоинствами, но не вмешательством свыше.

### Рукописи и издания
«Деяния саксов» Видукинда использовал в начале XI столетия историк Титмар Мерзебургский, а также анонимные составители «Кведлинбургских» (около 1025 г.) и «Магдебургских» (кон. XII в.) анналов, но позже они были почти забыты и сохранились всего в пяти рукописях, наиболее полная из которых, относящаяся к XII веку, хранится ныне в Британской библиотеке. Остальные манускрипты находятся в библиотеке аббатства Монтекассино (XI в.), Берлинской государственной библиотеке, Саксонской земельной библиотеке в Дрездене (обе XIII в.) и Баварской государственной библиотеке в Мюнхене (XVI в.)
Заново в научный оборот сочинение Видукинда ввёл в начале XVI века историк-гуманист Иоганн Тритемий, использовав в своей «Хронике баварских герцогов», а в 1532 году оно было впервые напечатано в Базеле Мартином Фрехтом. Латинский текст хроники был опубликован в 1839 году в Ганновере немецким историком Георгом Вайцем, включившим его в третий том подсерии Scriptorum собрания «Monumenta Germaniae Historica», и в 1879 году переиздан практически без изменений в Париже аббатом Минем в 137-м томе «Patrologia Latina». В 1935 году в Ганновере в подсерии Scriptores rerum Germanicarum «MGH» Паулем Хиршем и Хансом-Эберхардом Ломанном выпущено было выверенное по нескольким рукописям академическое издание «Деяний саксов». Немецкий перевод их был издан в 1971 году в «Quellen zur Geschichte der sächsischen Kaiserzeit» Альбертом Бауэром и Райнхольдом Рау, английский же можно найти в докторской диссертации Раймонда Ф. Вуда, депонированной в 1949 году в Калифорнийском университете (Лос-Анджелес).

### Жития
Сигеберт из Жамблу и Тритемий называют Видукинда также автором нескольких житий, в частности, Св. Павла Фивейского, Св. Еремиты и Св. Фёклы Иконийской, позже утерянных, а также жизнеописания Оттона I, также до нас не дошедшего, на которое он намекает сам в предисловии к первой книге своих «Деяний саксов».

## Значение
Пытаясь обосновать восточную политику Генриха Птицелова и Оттона Великого не столько божественным предопределением, сколько национальными и государственными интересами, Видукинд стал одним из первых идеологов германской политики «Дранг нах Остен», заслужив себе, с одной стороны, восторженные отзывы немецких историков-националистов и идеологов фашистской Германии, а с другой, не всегда заслуженное осуждение со стороны дореволюционных российских и советских учёных. Однако неприемлемость его политической концепции и идеологических установок, объясняемых как историко-культурными условиями формирования его личности, так и менталитетом эпохи, не могут служить препятствием для объективной оценки несомненного вклада его в историографию германского Средневековья.

## Публикации
- Видукинд Корвейский. Деяния саксов = Res Gestae Saxonicarum. — М.: Наука, 1975. — (Памятники средневековой истории народов Центральной и Восточной Европы). — 272 с.

- Widukindi Res Gestae Saxonicae. Edente D. Georgio Waitz // Monumenta Germaniae Historica. — Tomus III. — Hannoverae, 1839. — S. 408–467. — (Scriptorum).
- Widukindi Res Gestae Saxonicae. Edente D. Georgio Waitz // Patrologia Latina. — Tomus 137. — Parisiis, 1879. — coll. 114–212.
- Widukindi monachi Corbeiensis Rerum Gestarum Saxonicarum libri tres. Hrsg. von Paul Hirsch, Hans-Eberhard Lohmann // Monumenta Germaniae Historica. — Band 60. — Hannover: Hahnsche Buchhandlung, 1935. — liii, 195 s. — (Scriptores rerum Germanicarum in usum scholarum separatim editi).